# Morti nel 1167
| Questa pagina contiene informazioni ricavate automaticamente dalle voci biografiche con l'ausilio del template Bio e di un bot. L'aggiornamento è periodico e automatico e ricostruisce completamente la pagina. Se manca una persona in questa lista, sei pregato di non aggiungerla, ma accertati piuttosto che la sua voce biografica contenga il template Bio e che i dati anagrafici siano correttamente compilati. Se il template Bio manca, inseriscilo tu stesso o, in alternativa, metti l'avviso {{tmp\|Bio}} che ne segnala la mancanza. Se i dati riportati sono sbagliati, correggi direttamente la voce biografica; le modifiche saranno visibili in questa lista entro pochi giorni. Per chiarimenti vedi il progetto biografie. La lista contiene solo le 18 persone che sono citate nell'enciclopedia e per le quali è stato implementato correttamente il template Bio. Pagina aggiornata al 26 giu 2025. |

- 12 gennaio - Aelredo di Rievaulx, monaco cristiano, scrittore e santo inglese (n. 1110)
- 8 marzo - Guido III di Biandrate, nobile italiano
- 14 marzo - Rostislav I di Kiev, principe
- 12 aprile - Carlo VII di Svezia, sovrano (n. 1130)
- 17 giugno - Rodolfo II di Vermandois, nobile francese (n. 1145)
- 14 agosto - Rainaldo di Dassel, arcivescovo cattolico e condottiero tedesco
- 17 agosto - Nicolò Politi, santo italiano (n. 1117)
- 19 agosto - Werner III d'Asburgo, nobile tedesco
- 10 settembre - Matilde d'Inghilterra, regina (n. 1102)
- 12 settembre - Guelfo II di Toscana, nobile tedesco
- Abraham ibn ‛Ezra, astrologo spagnolo (n. 1092)
- Cristiano I di Oldenburg, conte tedesco (n. 1123)
- Enrico II di Limburgo, nobile
- Enrico I di Oldenburg-Wildeshausen, conte tedesco (n. 1122)
- Federico IV di Svevia, duca tedesco (n. 1144)
- Martino Gosia, giurista italiano
- Idesbaldo delle Dune, religioso fiammingo
- Álvaro Rodríguez de Sarria, spagnolo